# Quatuor à cordes no 3 de Bax
Le Quatuor à cordes no 3 en fa majeur est le troisième quatuor à cordes du compositeur britannique Arnold Bax, composé en 1936.

## Contexte
Le dernier des quatuors à cordes d'Arnold Bax, sa dernière grande œuvre de musique de chambre, date de l'été 1936, alors qu'il a 52 ans, et il est fascinant de le placer à côté d'œuvres pour le même médium écrites lorsqu'il était étudiant. Il produit deux quatuors à cordes d'étudiant, et un mouvement du second est inclus ici, tandis que dans un mouvement d'une autre œuvre de chambre de jeunesse, le Quintette à cordes en sol, nous pouvons entendre les tremplins vers son style de maturité. Les deux premiers quatuors à cordes ont été écrits alors qu'il était à la Royal Academy of Music, le premier en 1902 et le second probablement l'année suivante. Le manuscrit du Quatuor à cordes en mi n'est pas daté, mais le mouvement lent a été orchestré en 1905 sous le titre de Cathaleen-ni-Hoolihan. Comme la partition d'orchestre est datée de décembre 1903-juillet 1905, il semble raisonnable de supposer que la première date est celle de la composition du quatuor. Bax écrit un vers du poème de jeunesse de William Butler Yeats To Ireland in the Coming Times en tête du mouvement :
« Know that I would accounted be
True brother of that company
That sang to sweeten Ireland’s wrong

Ballad and story, rann and song. »
« Sachez que je serais comptabilisé
Un vrai frère de cette compagnie
Qui chantait pour adoucir les maux de l'Irlande

Ballade et histoire, rann et chanson. »
Il est clair qu'il l'a écrit de mémoire, car il y a de légères erreurs de citation. Ce manuscrit porte des annotations occasionnelles de la main du professeur de composition de Bax, Frederick Corder, et il semble probable qu'il ait été discuté pendant ses cours. Une autre œuvre de Bax intitulée Cathaleen-ni-Hoolihan, pour deux violons et piano, a été jouée en novembre 1904 mais n'a pas survécu. Il est probable qu'il s'agissait d'une version intermédiaire de ce même mouvement.
Au milieu des années 1930, la majorité des œuvres les plus célèbres de Bax ont été écrites, et c'est à cette époque qu'il produit une succession d'œuvres de chambre pour des effectifs plus importants. Il a d'abord écrit l'Octuor pour cor, piano et sextuor à cordes en 1934, puis, en 1936, la Thrénodie et le Scherzo pour basson, harpe et sextuor à cordes, ainsi que le Concerto pour sept instruments, un septuor pour flûte, hautbois, harpe et quatuor à cordes. Presque immédiatement, il écrit un troisième quatuor à cordes. Ses premiers quatuors numérotés datent de 1918 et 1925, et si le premier connait un grand succès dans les années 1930, le deuxième, plus dur, est resté méconnu.
Plus de dix ans plus tard, nous arrivons à son dernier quatuor. Écrits pour le Quatuor Griller au cours de l'été 1936, les quatre mouvements du troisième quatuor à cordes sont datés respectivement du 5 juillet, du 6 septembre, du 21 août et du 23 septembre. Commencé et terminé à Londres, le scherzo et le trio ont été écrits à Cashla Bay, dans le comté de Galway. L'œuvre a été jouée pour la première fois dans le cadre du programme national de la BBC en mai 1937, peu après le couronnement.

## Structure
Le quatuor no 3 est composé de quatre mouvements :
1. Allegro
2. Poco lento
3. Scherzo and Trio
4. Allegro

## Analyse
Le Radio Times a cité Arnold Bax dans sa note d'information, écrivant que le premier mouvement « a probablement été influencé par l'arrivée du printemps dans la belle ville de Kenmare » (« was probably influenced by the coming of spring in beautiful Kenmare ». Il poursuit :
« … The third movement consists of two strongly opposed elements – a rather sinister and malicious scherzo, and a dreamy, remotely romantic trio. This contest is finally won by the scherzo, when it converts the subject of the trio to its own way of thinking. The texture of the finale is rougher and more robust than that of the rest of the work, though there is a softening of mood towards the abrupt and impetuous closing bars. »
« … Le troisième mouvement se compose de deux éléments fortement opposés – un scherzo plutôt sinistre et malicieux, et un trio rêveur et vaguement romantique. C'est finalement le scherzo qui remporte la victoire en convertissant le sujet du trio à sa propre façon de penser. La texture du finale est plus rugueuse et plus robuste que celle du reste de l'œuvre, bien qu'il y ait un adoucissement de l'humeur vers les mesures finales abruptes et impétueuses. »
Dans le trio du troisième mouvement, Arnold Bax fait une référence fugace mais indéniable à la Marche no 4 des Pomp and Circumstance d'Edward Elgar, peut-être en reconnaissance de l'ambiance du couronnement à Londres cette année-là, avant l'annonce de l'abdication.
Au milieu des années 1930, Arnold Bax avait l'habitude de séjourner en Irlande avec son ami le compositeur Ernest John Moeran, à Kenmare, dans le comté de Kerry. Les deux compositeurs séjournaient au Landsdowne Arms Hotel de Kenmare, où Ernest John Moeran vivait une partie de l'année. Plus tard, Arnold Bax s'installera également dans un pub, dans son cas à Storrington, dans le Sussex. Arnold Bax s'y trouvait en mai 1936, alors qu'il devait être en train de penser à son troisième quatuor à cordes. Il écrit le 9 mai qu'il y avait « plus de jacinthes et de primevères que jamais » (« more bluebells and primroses than ever ») et poursuit en décrivant comment il avait « marché le long de la mer la nuit dernière et cela ne semblait pas du tout terrestre […]. Il aurait pu s'agir de la féerie occidentale dont parlent les vieilles légendes irlandaises. Il semble presque inutile qu'ils aient inventé un tel endroit, l'Irlande étant ce qu'elle est » (« walked along by the sea last night and it did not seem earthly at all . . . It might have been the western fairyland of which the old Irish legends tell. It seems almost unnecessary for them to have invented such a place — Ireland being what it is »). À l'origine, Arnold Bax avait prévu que les deux mouvements centraux se dérouleraient dans l'ordre inverse de celui dans lequel ils ont été publiés, mais il a changé d'avis avant la première exécution.